# Ніддаталь
Ніддаталь (нім. Niddatal) — місто в Німеччині, знаходиться в землі Гессен. Підпорядковується адміністративному округу Дармштадт. Входить до складу району Веттерау.
Площа — 40,21 км2. Населення становить 9917 ос. (станом на 31 грудня 2020).